# 雑婚禁止法
雑婚禁止法（ざっこんきんしほう、英語: Prohibition of Mixed Marriages Act）は、かつて施行されていた南アフリカ連邦の法律。

## 概要
1949年成立。南アフリカに居住する白人と非白人の婚姻を禁止した。翌年に改正された背徳法とともに白人と非白人の分離を推進するとともに、カラードの根絶を目的とした。
1985年、背徳法とともに撤廃された。